# Ursula Poznanski
Ursula Poznanski (ur. 30 października 1968 w Wiedniu) – austriacka pisarka.

## Życiorys
Studiowała japonistykę, dziennikarstwo, prawo oraz teatrologię. Pracowała jako dziennikarka medyczna. W 2010 wydała debiutancką powieść – Erebos (thriller młodzieżowy). Od 2012 publikuje powieści z policjantką Beatrice Kaspary, adresowane do dorosłych, m.in. Polowanie i Głosy tłumaczone na język polski.

## Dzieła
- Thrillery młodzieżowe:
  - Erebos, 2010 (nagroda Deutscher Jugendliteraturpreis w 2011),
  - Saeculum, 2011,
  - Layers, 2015,
  - Elanus, 2016,
  - Aquila, 2017,
  - Thalamus, 2018.

- Seria thrillerów z policjantką Beatrice Kaspary:
  - Fünf, 2012,
  - Blinde Vögel, 2013,
  - Stimmen (pol. Głosy), 2015,
  - Schatten, 2017.

- Trylogia Eleria:
  - 1. Die Verratenen, 2012,
  - 2. Die Verschworenen, 2013,
  - 3. Die Vernichteten, 2014.

## Rodzina
W 2000 urodziła syna. Mieszka w Wiedniu.